# Bộ Lươn
Bộ Lươn hay bộ Cá mang liền (danh pháp khoa học Synbranchiformes), là một bộ cá vây tia trông khá giống cá chình nhưng có các tia vây dạng gai, chỉ ra rằng chúng thuộc về siêu bộ Acanthopterygii (= Euacanthomorphacea). Bộ này có khoảng 120 loài trong 13-14 chi thuộc 4 họ. Ngoại trừ 3 loài sống trong môi trường nước lợ ra thì tất cả đều sống trong môi trường nước ngọt thuộc các khu vực có khí hậu nhiệt đới và cận nhiệt đới, chủ yếu ở châu Phi, đông nam châu Á, Australia, Trung và Nam Mỹ.
Phân loại phát sinh chủng loài cá vây tia còn sinh tồn và hóa thạch năm 2024 của Near và Thacker mở rộng Synbranchiformes để bao gồm cả Anabantiformes (= Anabantoidei trong phân loại của các tác giả này).

## Phân loại
Trước đây, bộ Lươn bao gồm 3 họ:
- Synbranchidae: (Nelson, Joseph S., 1994)  Khoảng 23 loài lươn
  - Macrotrema (Regan, 1912)
  - Monopterus (Lacepède, 1800)
  - Ophisternon (McClelland, 1844)
  - Synbranchus (Bloch, 1795)
- Chaudhuriidae: (Nelson, Joseph S., 1994) Khoảng 10 loài lươn.
  - Bihunichthys (Kottelat và Lim, 1994)
  - Chaudhuria (Annandale, 1918)
  - Chendol (Kottelat và Lim, 1994)
  - Garo (Yazdani và Talwar, 1981)
  - Nagaichthys (Kottelat và Lim, 1991)
  - Pillaia (Yazdani, 1972)
- Mastacembelidae: (Nelson, Joseph S., 1994) Khoảng 87 loài cá chạch sông, chạch bông, chạch lửa, chạch lá tre. Theo đánh giá năm 2004 về họ Mastacembelidae, các phân họ trong họ này (Afromastacembelinae và Mastacembelinae) không có đủ cơ sở để tồn tại nên đã bị bác bỏ. Các chi của họ này gồm[3]
  - Macrognathus: (Lacepède, 1800)
  - Mastacembelus Scopoli  ex Gronow, 1777
  - Sinobdella

Một nghiên cứu phát sinh chủng loài năm 2008 cho thấy họ Indostomidae (trước đây xếp trong bộ Gasterosteiformes) lồng sâu trong bộ Synbranchiformes. Nghiên cứu của Betancur và ctv (2013) đã chuyển họ Indostomidae vào bộ Synbranchiformes, đặt bộ Synbranchiformes trong nhánh Anabantomorphariae cùng với bộ Anabantiformes (cá rô, cá quả) và phân chia bộ này như sau:
- Phân bộ Indostomoidei
  - Họ Indostomidae: 1 chi, 3 loài.
- Phân bộ Synbranchoidei 
  - Họ Synbranchidae: 4 chi, 23 loài.
- Phân bộ Mastacembeloidei
  - Mastacembelidae: 3 chi, 87 loài.
  - Chaudhuriidae: 6 chi, 10 loài.

## Mô tả
Những loài cá này có kích thước từ 20–150 cm (8–48 inch). Mặc dù chúng giống cá chình nhưng không có quan hệ họ hàng với Anguilliformes. Các xương tiền hàm hiện diện dưới dạng các xương riêng biệt và không nhô ra. Các khe mang của chúng phát triển kém, và các lỗ của chúng thường đơn lẻ, nhỏ, hợp lưu qua vú và giới hạn ở nửa dưới của cơ thể. Ôxy được hấp thụ qua các màng của cổ họng hoặc ruột. Các vây lưng và vây hậu môn thấp và liên tục xung quanh đầu đuôi. Không có vây bụng. Vảy không có hoặc rất nhỏ. Chúng thiếu cái bong bóng cá.

## Phân bố
Những loài cá này phân bố ở vùng nhiệt đới Châu Mỹ, Châu Phi nhiệt đới, Đông Nam và Đông Á, Đông Ấn và Úc. Ba họ mỗi họ có sự phân bố hơi khác nhau: Synbranchidae được tìm thấy ở Mexico, Trung và Nam Mỹ, Tây Phi (Liberia), Châu Á, Hawaii và Quần đảo Ấn-Úc. Họ Mastacembelidae được tìm thấy ở Châu Phi và xuyên qua Syria đến Đông Nam Á hải đảo, Trung Quốc và Triều Tiên. Họ Chaudhuriidae được tìm thấy ở đông bắc Ấn Độ qua Thái Lan đến Hàn Quốc (bao gồm các vùng của Malaysia và Borneo).

## Môi trường sống
Tất cả ngoại trừ ba loài đều xuất hiện ở nước ngọt. Chúng thường được tìm thấy trong các đầm lầy, hang động và các vùng nước lợ và ngọt. Lươn đầm lầy có khả năng bò trên cạn, và một số có thể sống ngoài nước trong thời gian dài. Một số loài thì đào hang. Bốn loài chỉ được tìm thấy trong các hang động: Rakthamichthys eapeni và R. roseni từ Ấn Độ, Ophisternon candidum từ Úc, và O. erencenale từ Mexico. Một loài, O. bengalense, thường xuất hiện ở các khu vực ven biển Đông Nam Á.

## Sinh thái học
Một số loài được coi là loài cá thở vì khả năng thở của chúng nhờ các túi khí quản có mạch máu cao (hầu họng được biến đổi để thở không khí). Chúng thường chỉ hoạt động vào ban đêm.
Chúng ăn động vật không xương sống, đặc biệt là ấu trùng và cá.
Ít nhất một số loài thuộc họ Synbranchidae, tức là O.fernale, là dị hình giới tính. Con đực trưởng thành mọc một cái bướu ở đầu và con đực lớn hơn con cái. Những con cá này đẻ khoảng 40 quả trứng hình cầu mỗi lần đẻ. Trứng có đường kính từ 1,2 đến 1,5 mm (0,05 đến 0,06 in) và có một cặp sợi dài để bám dính vào nền. Sinh sản diễn ra trong mùa mưa kéo dài vài tháng, trong đó con cái có thể đẻ nhiều hơn một lần. Dữ liệu thu được từ việc nghiên cứu sự phát triển của con non và chiều dài của các cá thể đại diện trong quần thể cho thấy rằng chúng là một loài có tuổi thọ ngắn, trưởng thành trong năm đầu tiên, với một số cá thể sống sót đến mùa sinh sản thứ hai.

## Hình ảnh

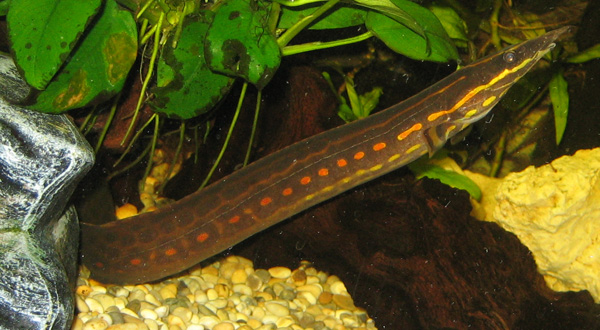
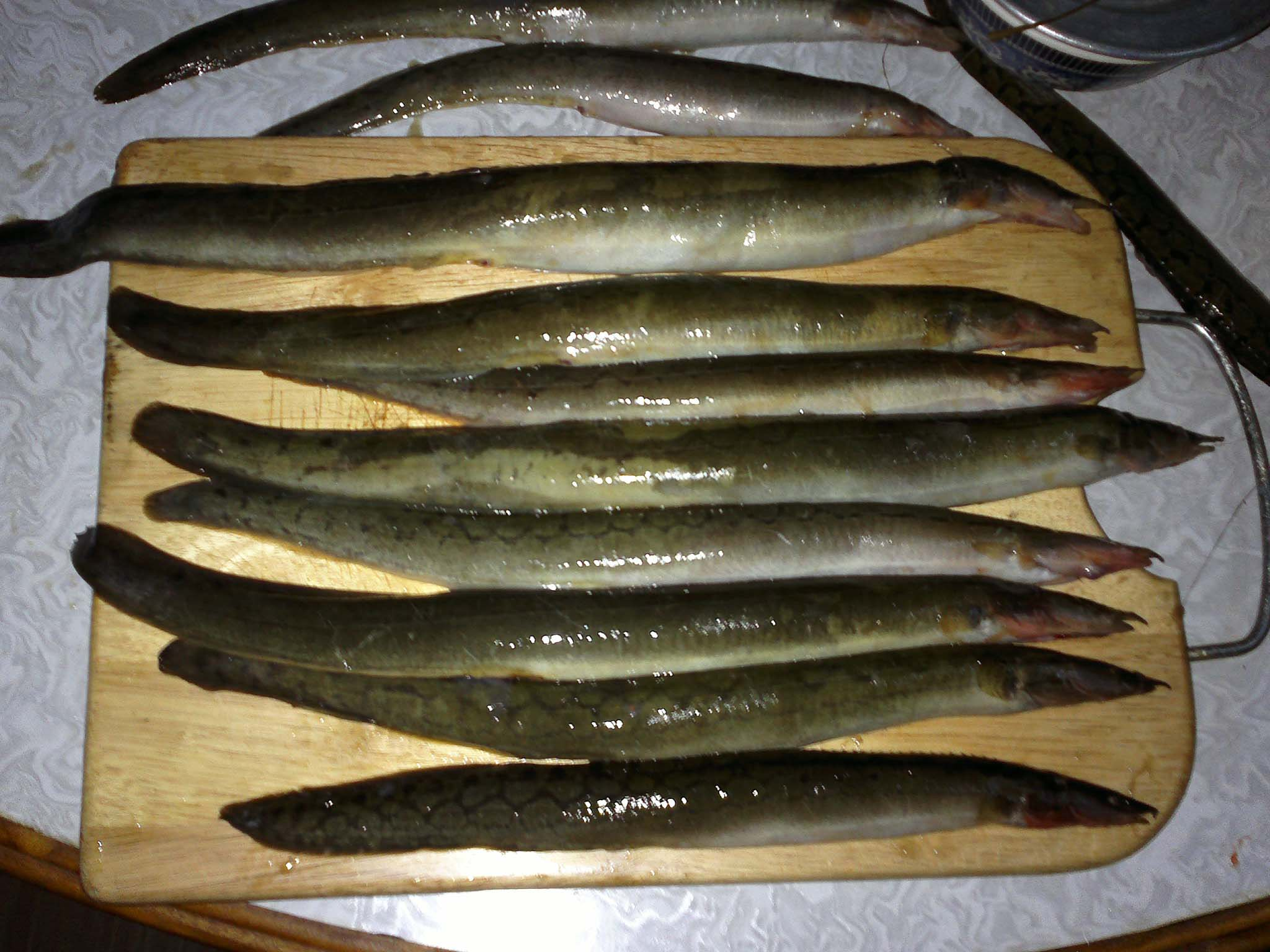
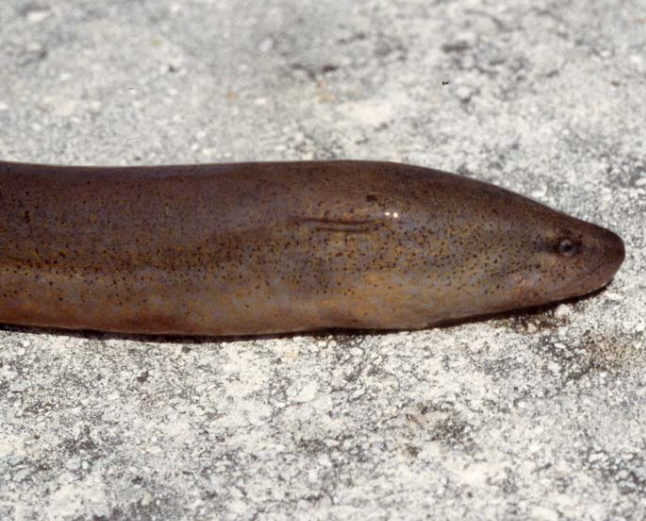